# Comment je me suis disputé... (ma vie sexuelle)
Comment je me suis disputé... (ma vie sexuelle) è un film del 1996 diretto da Arnaud Desplechin.
Candidata due volte, grazie a Jeanne Balibar e Emmanuelle Devos, nella categoria migliore promessa femminile ai Premi César 1997, vincitrice nella stessa edizione nella categoria migliore promessa maschile grazie a Mathieu Amalric e in corsa per la Palma d'oro al Festival di Cannes 1996, la pellicola totalizzò 251 929 spettatori in Francia e 267 909 in tutta Europa. Nel film compariva in un piccolo ruolo anche la futura star Marion Cotillard, che si fece notare per una scena in cui mostrava il seno.

## Trama
Paul Dédalus è un normalien trentenne, parigino, che lavora come assistente del docente di filosofia all'Université Paris Ouest Nanterre La Défense.
I problemi che lo tormentano riguardano lo studio, non essendo in grado di portare a termine la tesi universitaria, e la situazione sentimentale, legato a Esther da dieci anni ma deciso ad allontanarsene; a ciò si aggiunge il litigio con il suo collega e amico d'infanzia Frédéric Rabier.